# Сухопутні війська Третього Рейху
Сухопутні війська Третього Рейху, також Німецька армія (нім. Heer, Німецька: [heːɐ̯] ( прослухати); досл. «армія») — вид Збройних сил Третього Рейху (Вермахту), що існував з 1935 до 1945 року в нацистській Німеччині, а потім був офіційно розпущений у серпні 1946 року. Під час Другої світової війни в німецькій армії служило загалом близько 13,6 мільйонів солдатів. Комплектування армії особовим складом здійснювалося за рахунок добровольців і призовників.
Лише через 17 місяців після того, як Адольф Гітлер оголосив програму переозброєння Німеччини в 1935 році, армія досягла запланованої мети у 36 дивізій. Протягом осені 1937 року було сформовано ще два корпуси. У 1938 році після аншлюсу в березні чотири додаткові корпуси були сформовані з включенням п'яти дивізій австрійської армії. У період експансії німецька армія продовжувала розвивати концепції, започатковані під час Першої світової війни, поєднуючи наземні та повітряні форми ведення збройної боротьби в єдину загальновійськову силу на полі битви.

## Вище керівництво
Верховне командування армії нацистської Німеччини, ОКГ (нім. Oberkommando des Heeres (OKH) — вищий орган військового управління сухопутних військ у період з 1936 до 1945 року. Формально ОКГ підпорядковувалося Верховному командуванню вермахту (ОКВ) (нім. Oberkommando der Wehrmacht (OKW)), однак на практиці діяло автономно. Теоретично ОКВ служило вищим генеральним штабом збройних сил Третього Рейху, координуючи вермахт (Геер, Крігсмаріне і Люфтваффе). В реальності ОКВ було фактично особистим військовим штабом Гітлера, втілюючи його ідеї у військові плани і накази та передаючи їх керівництву трьох видів збройних сил. Однак у міру того, як продовжувалася Друга світова війна, ОКВ дедалі більше і більше переймав на себе функції безпосереднього командування військовими угрупованнями військ (сил), особливо на Західному фронті. Це означало, що до 1942 р. повноваження Верховного командування армії (OKГ) були обмежені Східним фронтом.

## Воєнна доктрина
Воєнна доктрина нацистської Німеччини базувалася на концептуальній стратегії ведення швидкоплинної або «блискавичної» війни, метою якої визначалося здобуття військової перемоги над противником у максимально стислі терміни, до того, як протиборча сторона зможе відмобілізувати та розгорнути свої основні військові сили та перевести економіку на воєнні рейки. Ця теорія ведення наступальної війни, відома як «бліцкриг», була розроблена ще в 1905 році німецьким генерал-фельдмаршалом А. фон Шліффеном.
Суть стратегії «бліцкригу» полягала в рішучих та автономних діях великих танкових з'єднань (танкових груп) за активної підтримки авіації, яка повинна забезпечити значну перевагу в повітрі. Головною метою прориву, кістяком якого були моторизовані та механізовані формування сухопутних військ вермахту, визначалося захоплення чи знищення важливих центрів управління та руйнування системи військової логістики супротивника. Танкові підрозділи проривалися на велику глибину в тили противника, якщо на шляху таких груп траплялися сильно укріплені вузли оборони ворога, то німецькі ударні угруповання, не ув'язуючись з ними в бій, обходили ці осередки спротиву та перерізали їхній зв'язок з іншими силами. Укріпрайони, вузли оборони та основні сили противника, опиняючись без управління та постачання, швидко втрачали боєздатність. Також важливою частиною бліцкригу вважалося оточення великих з'єднань ворожих сил у «мішки» та знищення їх по частках.
Професор університету Неймегену Макс Віссер стверджує, що німецька армія зосередилася на досягненні високих бойових спроможностей, а не на високій організаційній ефективності (як армія США). Він підкреслив базові критерії, що існували в системі управління сухопутними військами — адаптивність, гнучкість і децентралізація прийняття рішень. Офіцери та фельдфебелі армії відбиралися на вищі посади на основі їхніх лідерських рис характеру та навчалися рішучому бойовому керівництву. Хороші показники в досягненні цілей на полі бою всіляко заохочувалися. Віссер стверджує, що це дозволило німецькій армії досягти кращих бойових характеристик порівняно з більш традиційною організаційною доктриною, як-от американська; хоча це зрештою було б компенсовано переважаючою чисельною та матеріальною перевагою союзників, Віссер стверджує, що це дозволило німецькій армії чинити опір набагато довше, ніж якби вона не адаптувала ці методи управління. Пітер Турчін вважає, що дослідження, проведене американським полковником Тревором Дюпюї, довело, що бойова ефективність сухопутних військ нацистської Німеччини була вищою, ніж у британської та американської армій: якщо британцям було присвоєно бойову ефективність 1, то у американців бойова ефективність була 1,1, а у німців — 1,45. Це означало б, що британським військам потрібно було б виділити на 45 % більше військ (або озброїти наявні війська відповідно до такої ж пропорції), щоб мати рівні шанси виграти битву, тоді як американцям потрібно було б виділити на 30 % більше, щоб мати рівні шанси на полі битви.

## Основи управління військами
Управління діями підрозділів німецької армії на полі бою базувалося на принципі директивного управління (нім. Auftragstaktik) (децентралізація командування або принцип вироблення самостійного рішення на підставі отриманого завдання) і широковідомій німецькій дисципліні. Основною особливістю Auftragstaktik була передача командних повноважень від старших ланок управління до нижчих, тому що саме вони мали можливість найповніше та раціональніше враховувати у своїх діях бойову (оперативну) обстановку на місцевості. Тому, відразу після початку операції (бою), будь то наступальна чи оборонна, швидкість реагування на зміни обстановки вважалася важливішою за ретельне планування та координацію нових планів.

## Керівництво

### Головнокомандувач армією (OBdH)
- генерал-полковник Вернер фон Фріч (1 січня 1934 — 4 лютого 1938)
- генерал-фельдмаршал Вальтер фон Браухіч (4 лютого 1938 — 19 грудня 1941)
- Адольф Гітлер (19 грудня 1941 — 30 квітня 1945)
- генерал-фельдмаршал Фердинанд Шернер (30 квітня — 8 травня 1945)

### Начальник Генерального штабу армії
- генерал артилерії Людвіг Бек (1 жовтня 1933 — 31 жовтня 1938)
- генерал-полковник Франц Гальдер (31 жовтня 1938 — 24 вересня 1942)
- генерал-полковник Курт Цайцлер (24 вересня 1942 — 10 липня 1944)
- генерал-лейтенант Адольф Гойзінгер (10-20 липня 1944) (заступник для ведення справ)
- генерал-полковник Гайнц Вільгельм Гудеріан (21 липня 1944 — 28 березня 1945) (доручений керуючим справами)
- генерал від інфантерії Ганс Кребс (29 березня — 1 травня 1945) (відповідальний за справи)
- генерал-фельдмаршал Вільгельм Кейтель (1-13 травня 1945 (відповідальний за управління справами)
- генерал-полковник Альфред Йодль (13-23 травня 1945) (відповідальний за управління справами)

## Структура
Німеччина використовувала систему військових округів (нім. Wehrkreis), щоб якомога більше звільнити польових командувачів від адміністративної та господарської діяльності та забезпечити регулярний потік навчених резервів і постачання для діючої армії. Метод, прийнятий ОКВ, полягав у тому, щоб відокремити Польову армію (OKГ) від Головного командування (нім. Heimatkriegsgebiet) і покласти на Головне командування відповідальність за навчання, призов, постачання та забезпечення.
Польова німецька армія в основному була структурована за групами армій (нім. Heeresgruppen), що складалися з кількох армій, які в ході війни були неодноразово реорганізовані, перейменовані або передислоковані на різні напрями Європейського театру війни. Сили союзних Німеччині держав і маріонеткових країн, а також частини, що складалися з військовослужбовців ненімецького походження, також були приписані до німецьких частин.
На червень 1941 року, напередодні операції «Барбаросса», армійські сили вермахту були розподілені на три стратегічні угруповання:
- Група армій «Північ» з метою ведення військової кампанії на північному фланзі фронту у загальному напрямку на Ленінград;
- Група армій «Центр» у центрі оперативної побудови військ вермахту напередодні вторгнення для дії у загальному напрямку на Смоленськ—Москву;
- Група армій «Південь» — для ведення воєнних дій на південному фланзі фронту у загальному напрямку на Київ і далі на схід України.

Нижче рівня групи армій сили включали польові армії — танкові групи (з 1941 року — танкові армії), які у свою чергу комплектувалися корпусами та дивізіями. В ході ведення бойових дій іноді використовувалися бойові групи (нім. Kampfgruppe). Ці тимчасові угруповання військ німецької армії варіювалися від розмірів корпусів, таких як армійська група Кемпфа, до команд, що складалися з рот або навіть взводів. Часто вони звалися на честь своїх командувачів.
Корпус, армія і група армій спочатку не були з'єднаннями (об'єднаннями) військ, а органами військового управління, штабом на чолі з начальником Генерального штабу цього органу управління. У німецькій системі начальник штабу був майже нарівні зі своїм командиром і в разі відсутності командувача (командира) автоматично виконував його функції — на відміну від армій союзників, де начальник штабу був лише свого роду «менеджером» з управління штабним елементом.
Відділи в штабі армії
Генеральний штаб або штабні відділи були структуровані однаково на всіх рівнях. Використовувалися такі позначення:
| Ia  | відділ управління (нім. Führungsabteilung)                                                     |
| Ib  | квартирмейстерська служба (нім. Quartiermeisterabteilung)                                      |
| Ic  | Розвідка і контррозвідка (нім. Feindaufklärung und Abwehr); морально-психологічне забезпечення |
| Id  | навчальний відділ (нім. Ausbildung)                                                            |
| IIa | 1-й ад'ютант (з офіцерського складу)                                                           |
| IIb | 2-й ад'ютант (унтер-офіцери та солдати)                                                        |
| III | військова юрисдикція                                                                           |
| IVa | інтендантська служба (бухгалтерія, загальне управління)                                        |
| IVb | медична служба                                                                                 |
| IVc | ветеринарна служба                                                                             |
| IVd | служба священнослужителів                                                                      |